# Oka (Québec)
Pour les articles homonymes, voir Oka.
Oka est une municipalité du Québec située dans la municipalité régionale de comté de Deux-Montagnes dans la région des Laurentides.

## Histoire

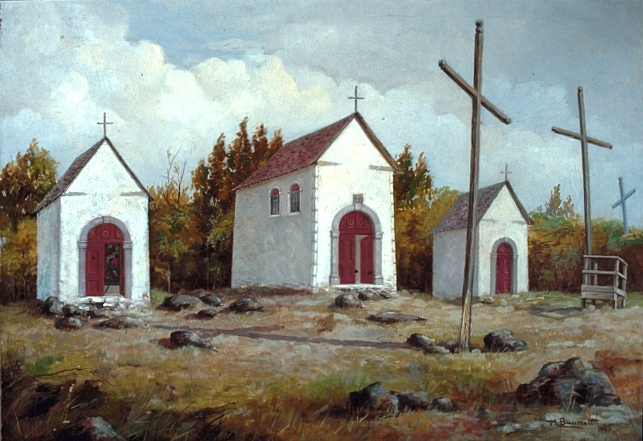
Le calvaire d'Oka est créé au début des années 1740.

### Colonisation
Avant la défaite de 1649 des Hurons-Wendats face aux Iroquois le territoire faisait partie de la Huronie.
Au début du XVIIIe siècle, le Sault-au-Récollet avait été en grande partie défriché et il était exploité par des Weskarinis, sous la tutelle des missionnaires de la Compagnie des prêtres de Saint-Sulpice (les Sulpiciens). Ces derniers souhaitent alors laisser les terres aux nouveaux fidèles de la couronne de France et poursuivre leur mission d'évangéliser dans un territoire vierge, à l'extérieur l'île de Montréal. 
Le 17 octobre 1717, la Couronne de France leur concède la propriété d'un nouveau territoire, la seigneurie du Lac-des-Deux-Montagnes. Elle est située entre les seigneuries de des Mille-Îles et d'Argenteuil. Certaines sources documentaires affirment qu'on aurait alors promis aux autochtones « des terres bien à eux » afin de les motiver à se déplacer dans la seigneurie. Ils consentent à leur déplacement, et une fois les installations prêtes, la Mission du Lac-des-Deux-Montagnes est officiellement ouverte en février 1721. Le Calvaire d'Oka, un chemin de croix conçu pour faciliter l'évangélisation, est érigé entre 1740 et 1742. Dans les décennies qui suivent la Conquête britannique du Canada, des litiges apparaissent quant à l'exploitation des ressources de la seigneurie par les autochtones. À plusieurs reprises, le gouvernement refuse de leur accorder un quelconque droit de propriété. En 1840, le parlement du Bas-Canada émet une ordonnance renforçant le droit des Sulpiciens.
Les premiers colons canadiens s'installent à Oka à la fin du XVIIIe siècle. Un bureau de poste est ouvert en 1867 et on lui confère le nom d'Oka. « Suivant la tradition, le nom municipal et le gentilé qui en a été tiré, Okois, rappellent la mémoire d'un vieux chef Weskarinis, dont la tribu a jadis foulé le sol d'Oka; dans cette langue, okow a pour sens « poisson doré », variété que l'on pêche encore en face d'Oka. » Ce toponyme s’appliquera progressivement à tout le village entre 1878 et 1881.

### Lieu de pèlerinage et d'agronomie
La municipalité d'Oka est créée en 1874. En 1887, environ 100 000 pins et épinettes sont plantés pour empêcher l'ensablement d'Oka. On reconnaît aujourd'hui cette plantation comme étant la plus vieille forêt plantée en Amérique du Nord. Le calvaire d'Oka est à l'époque un lieu de pèlerinage régional important. Cette ferveur religieuse est amplifiée par la création de l'abbaye d'Oka par des pères français trappistes en 1881. La fête de l'Exaltation de la Sainte-Croix attire jusqu'à 30 000 personnes en 1889. En 1893, les moines fondent l'école d'agriculture d'Oka. Celle-ci devient un institut et s'affilie avec l'Université Laval à Montréal en 1908. On y enseigne l'agronomie ainsi que la médecine vétérinaire (entre 1928 et 1947). L'institut ferme ses portes en 1962 lorsque l'enseignement de l'agronomie est concentré à Québec. Ce bâtiment devient une école secondaire au début des années 1970.

### Depuis leXXesiècle

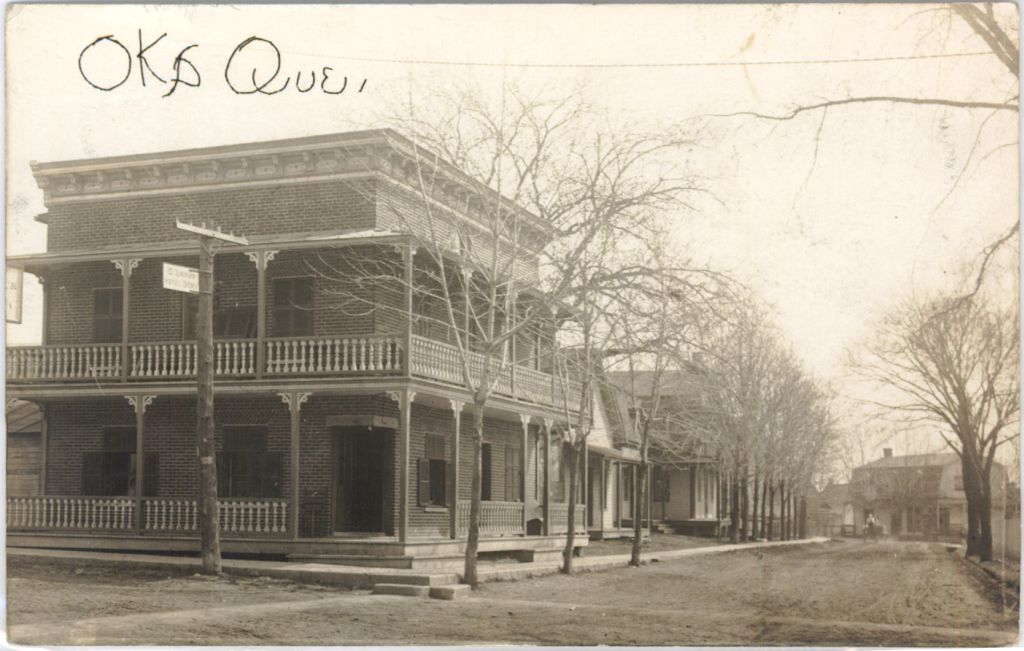
Oka, carte postale

Au XXe siècle, Oka rayonne par son expertise en agronomie, développant la race de poule Chantecler et se spécialisant dans la production maraîchère et fruitière. En 1917, Oka est divisée en deux entités municipales : une rurale (paroissiale), l'autre villageoise. Elles seront réunies à nouveau lors de la fusion municipale de 1999. Au début du siècle, le tourisme de villégiature en provenance de Montréal est devenu important. Il explose en 1960 à la création du parc national d'Oka et sa plage donnant sur le lac des Deux Montagnes.
En 1945, le gouvernement fédéral acquiert une grande partie des terres possédées par les Sulpiciens. Il accorde aux autochtones locaux des « certificats de possession » sur ces terrains devenus terres de la Couronne. Cependant, le conseil de bande n'a aucune autorité administrative sur ce territoire qui n'est pas une véritable réserve indienne Weskarinis. Le rejet de la revendication territorial par le gouvernement fédéral en 1986 entraîne des relations explosives entre individus et communautés. La situation culmine lors de la crise d'Oka en 1990, alors que la Sûreté du Québec et l'Armée canadienne doivent intervenir physiquement vis-à-vis des « guerriers mohawks ». Ce conflit juridique persiste, mais l'essor de la municipalité n'en a pas été diminué. De nos jours, Oka est une destination agrotouristique importante au Québec et son développement commercial et résidentiel se poursuit.

## Géographie
Oka se trouve à 50 kilomètres à l’ouest de Montréal, au confluent de la rivière des Outaouais et du lac des Deux Montagnes. Son territoire couvre une superficie totale de 96,58 km2 dont 69,07 km2 sont terrestres et 27,51 km2 en eau, correspondant principalement au lac des Deux Montagnes.
Les limites de la municipalité sont très complexes, car elle enclave la communauté mohawk de Kanesatake dont la réserve est composée de plusieurs terrains épars, parfois isolés les uns des autres, à l'intérieur même d'Oka.
La municipalité est traversée complètement par la route 344. D'est en ouest, la route porte les noms de chemin d'Oka, de rue Notre-Dame, de rue Saint-Michel et de rang Sainte-Philomène. Le rang de l'Annonciation, qui traverse Oka du nord au sud, débouche sur la traverse Oka-Hudson. Celle-ci permet de franchir le lac des Deux-Montagnes pour atteindre la ville de Hudson et la presqu'île de Vaudreuil-Soulanges.
Le relief est marqué par les collines d'Oka, lesquelles font partie des collines montérégiennes. Plutôt plat au sud, le centre et le nord d'Oka est caractérisé par un terrain vallonné. Son altitude minimale est de 20 mètres (au lac des Deux-Montagnes) tandis que son altitude maximale atteint 238 mètres (au mont Bleu). Le sous-sol renferme un gisement de niobium. Le sol, quant à lui, est principalement occupé par de grands boisés ainsi que par l'agriculture.
La Petite Rivière traverse la pointe nord-est de la municipalité vers l'ouest. 
Le territoire est arrosé par la rivière aux Serpents et plusieurs autres ruisseaux (Varin, Girard, Rousse). Le marais de la Grande Baie constitue un milieu humide à valeur écologique. Une quinzaine d'espèces d'oiseaux migrateurs en déclin y séjournent.

## Démographie
Après une période de stabilité dans les années 1990, la population d'Oka augmente depuis. Lors du recensement du Canada de 2016, on y comptait 1 636 logements privés.
| 1991  | 1996  | 2001  | 2006  | 2011  | 2016  | 2021  |
| ----- | ----- | ----- | ----- | ----- | ----- | ----- |
| 3 314 | 3 012 | 3 194 | 3 300 | 3 969 | 3 824 | 3 968 |

## Administration

### Conseil municipal
Les élections municipales ont lieu en bloc et par district tous les quatre ans.
|                        | 2009-2013           | 2013-2017            | 2017-2021            |
| Maire                  | Richard Lalonde     | Richard Lalonde      | Pascal Quevillon     |
| 1 - Récoltes           | Luc Lemire          | Luc Lemire           | Jérémie Bourque      |
| 2 - Abbaye             | Gaétan Haché        | Gaétan Haché         | Joëlle Larente       |
| 3 - Rive               | Jean-Claude Guindon | Jean-Claude Guindon  | Jules Morin          |
| 4 - Chapelles          | Lucie Pominville    | Jean-François Girard | Jean-François Girard |
| 5 - Pinède             | Laurel Malboeuf     | Pascal Quévillon     | Yannick Proulx       |
| 6 - Pointe-aux-Anglais | Marc Guy Tremblay   | Yves Lavoie          | Stéphanie Larocque   |

### Mairie
À l'élection de 2013, Richard Lalonde conserve la mairie avec 49,8 % des voix contre 47,5 % pour Guy St-Pierre, avec un taux de participation de 48,7 %. À l’issue des élections municipales du dimanche 5 novembre, M. Pascal Quevillon entamera un nouveau mandat à titre de Maire de la Municipalité d’Oka. En tout, 1 930 électeurs, soit 54,9 % des 3 513 personnes habiles à voter, se sont prononcés à cette élection.
| Oka Maires depuis 2003                                                                                               |                  |                 |          |
| Élection | Maire            | Qualité         | Résultat |
| 2003 | Yvan Patry       |                 | Voir     |
| 2005 | Yvan Patry       | Voir            |          |
| 2009 | Richard Lalonde  |                 | Voir     |
| 2013 | Richard Lalonde  | Voir            |          |
| mars 2014 | Yves Lavoie      | Maire suppléant | Voir     |
| juin 2014 | Pascal Quevillon |                 | Voir     |
| 2017 | Pascal Quevillon | Voir            |          |
| 2021 | Pascal Quevillon | Voir            |          |
| Élection partielle en italique Depuis 2005, les élections sont simultanées dans toutes les municipalités québécoises |                  |                 |          |

La population d'Oka est représentée à l'Assemblée nationale du Québec par le député de la circonscription de Mirabel, et à la Chambre des communes du Canada par le député de la circonscription d'Argenteuil—Papineau—Mirabel.

## Attraits

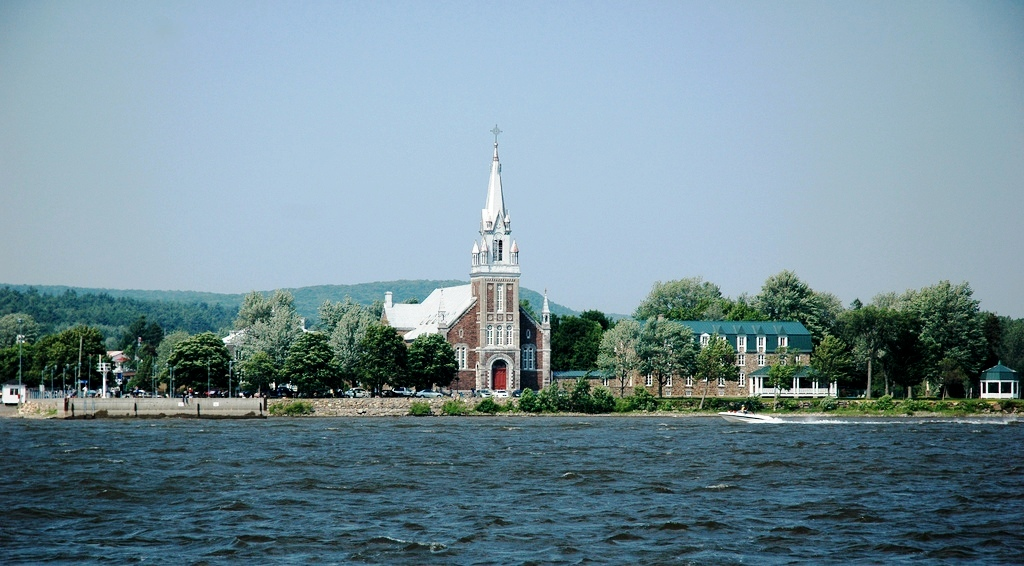
L'église de L'Annonciation d'Oka

- Abbaye d'Oka
  - Magasin de l'Abbaye
- Parc national d'Oka
  - Plage d'Oka
  - Camping d'Oka
  - Calvaire d'Oka

## Économie

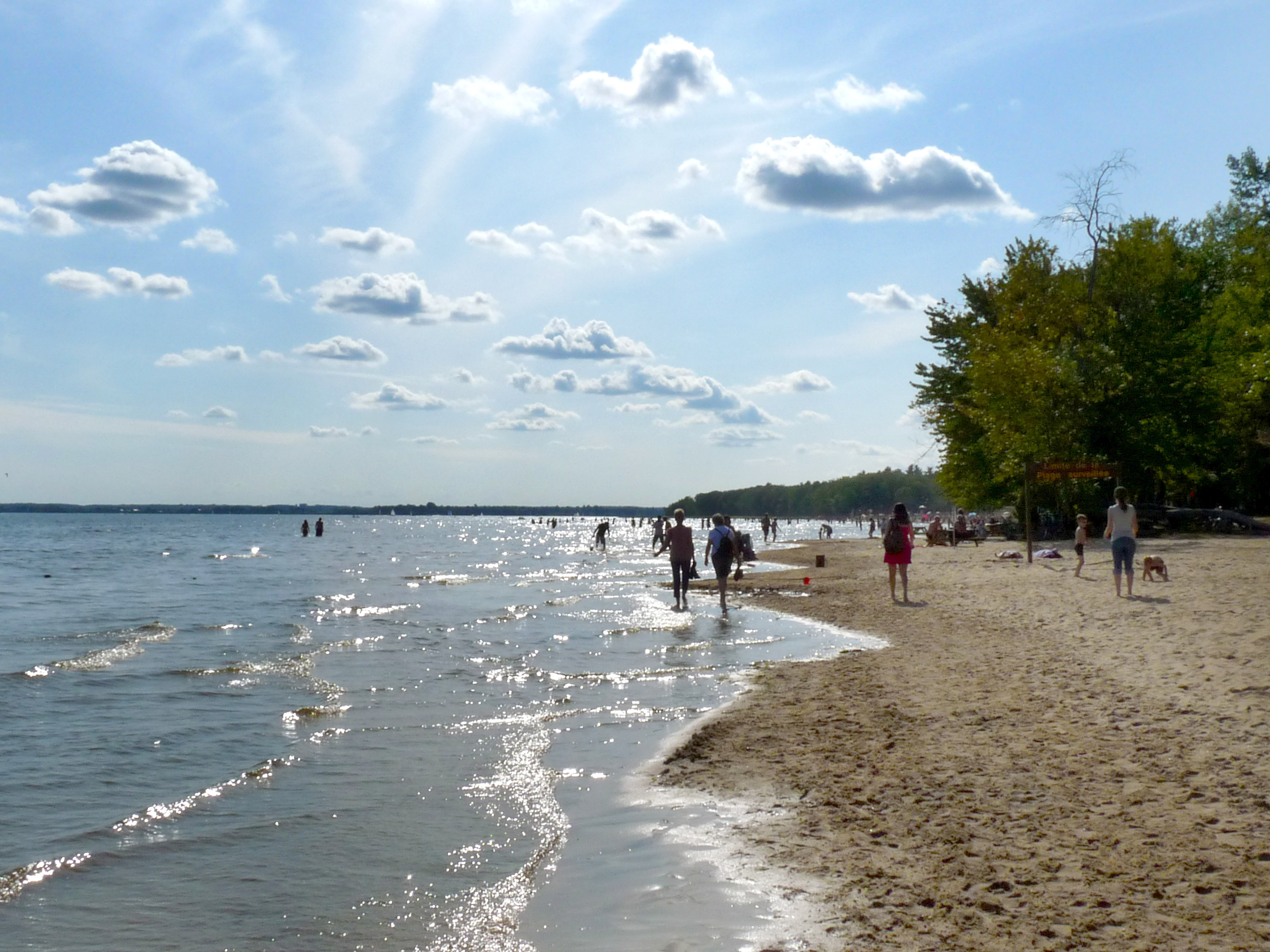
Le parc national d'Oka et sa plage est l'un des moteurs touristiques de la municipalité.

Le village d'Oka est un centre populaire de tourisme, grâce au Parc national d'Oka et à l'Abbaye Notre-Dame-du-Lac où des moines trappistes produisaient le fromage d'Oka. En automne, beaucoup de gens viennent à Oka et dans les villes des environs pour cueillir des pommes dans les nombreux vergers de la région. Le projet de mine de niobium a dû être abandonné.
Agropur y possède une usine de fabrication de fromages (la fromagerie d'Oka) au 1500, chemin d'Oka.

## Éducation

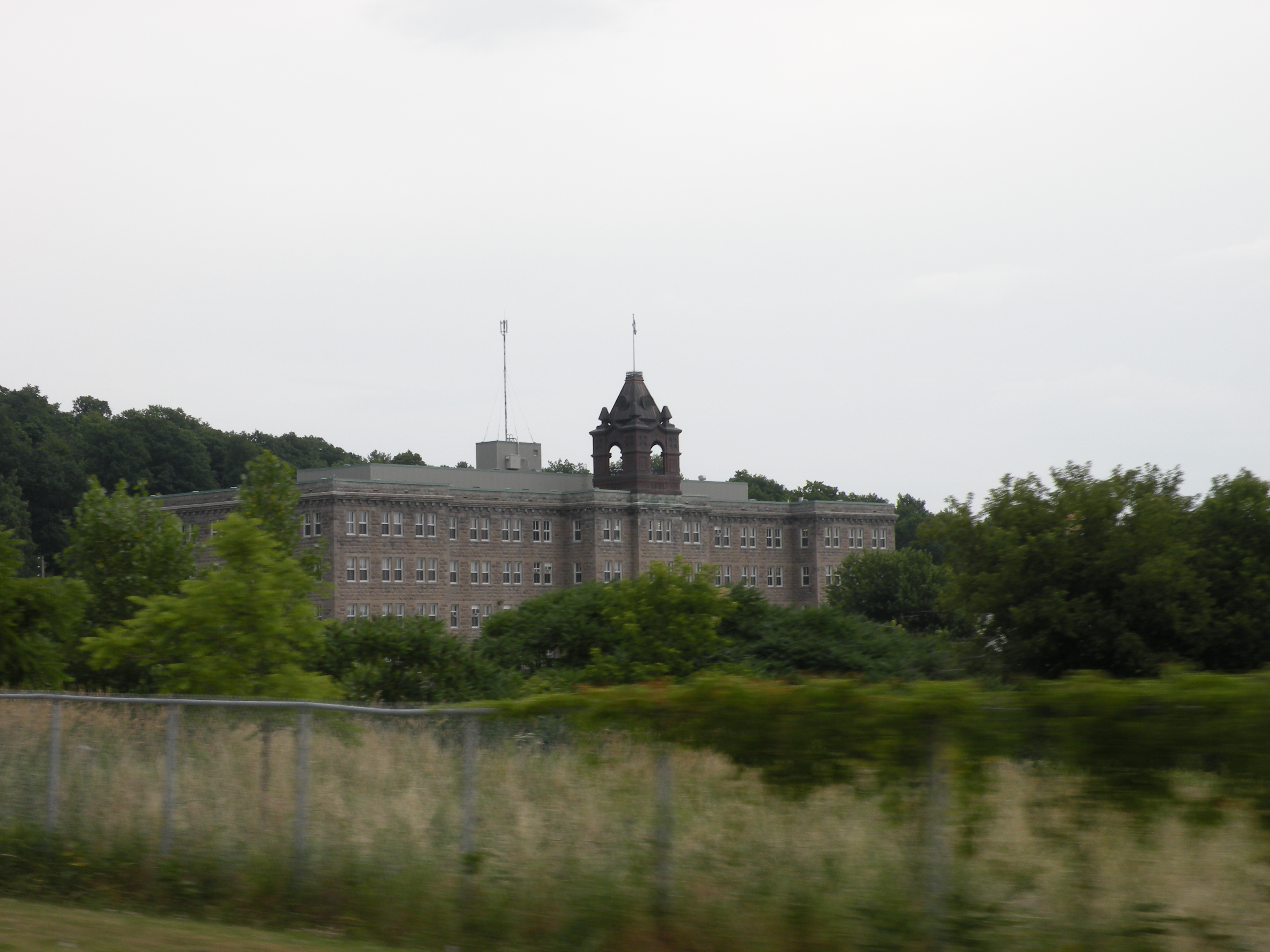
École secondaire d'Oka

La Commission scolaire de la Seigneurie-des-Mille-Îles administre les écoles francophones. Cette Commission scolaire de la Seigneurie-des-Mille-Iles (CSSMI) propose ses services aux résidents des municipalités de : Blainville, Boisbriand, Bois-des-Filion, Deux-Montagnes, Lorraine, Mirabel (Saint-Augustin, Saint-Benoît, Sainte-Scholastique et secteur du Domaine-Vert), Oka, Pointe-Calumet, Rosemère, Sainte-Anne-des-Plaines, Sainte-Marthe-sur-le-Lac, Sainte-Thérèse, Saint-Eustache, Saint-Joseph-du-Lac, Saint-Placide et Terrebonne Ouest..
Les écoles sont :
- École secondaire d'Oka[19]
- École des Pins[20]

L'École de l'Amitié à Saint-Placide servi a autres parties de la ville.
La Commission scolaire Sir-Wilfrid-Laurier (CSSWL) administre les écoles anglophones. L'École primaire Mountainview et l'école primaire Saint Jude à Deux-Montagnes servent Oka,. L'École secondaire Lake of Two Mountains (en) à Deux-Montagnes sert Oka.

## Art public
- Aménagement (1986), François Lauzon, École des Pins[25]
- Sculpture (1991), Pierre Desrosiers, École des Pins[25]

## Culture
Le fromage d'Oka, fabriqué à l'abbaye d'Oka depuis 1893, dérive du Port-Salut.

Panorama du lac des Deux Montagnes depuis la plage du Parc national d'Oka